# Estadio Marte R. Gómez
Das Estadio Marte R. Gómez (voller Name: Estadio Marte Rodolfo Gómez Segura) ist ein Fußballstadion mit Leichtathletikanlage in Ciudad Victoria, der Hauptstadt des mexikanischen Bundesstaates Tamaulipas. Es ist die Heimspielstätte des Fußballclubs UAT Correcaminos und bietet 18.000 Zuschauern Platz.

## Geschichte
Die Anlage befindet sich auf dem Gelände der Unidad Cívica, Social y Deportiva „Adolfo Ruiz Cortines“, deren Errichtung zu einer großen und vielseitigen Sportstätte bereits in den 1920er Jahren begonnen wurde. Das Estadio Marte R. Gómez wurde 1938/39 unter der Leitung des Ingenieurs Marte R. Gómez Segura erbaut und am 19. Oktober 1939 eröffnet. Als Vorbild für die Bauweise galt das Berliner Olympiastadion.
Das Stadion trug lange die Bezeichnung Estadio Victoria, bevor es seinen heutigen Namen zu Ehren des früheren Politikers M. R. Gómez erhielt. Vor Gründung der Universitätsmannschaft der UAT Correcaminos diente das Stadion über weite Strecken als Austragungsort von Amateurfußballspielen und insbesondere von Heimspielen der Fußballmannschaft Cuerudos de Ciudad Victoria, die zwischen 1959 und 1978 zum festen Bestandteil der zweiten Liga gehörte.
2012 wurde das Estadio Marte R. Gómez renoviert.